# منظمة ترمب
منظمة ترمب (بالإنجليزية: The Trump Organization) هي شركة تكتل دولية أمريكية أُسست في عام 1923 وكانت تعرف سابقا منظمة اليزابيث ترمب وأولادها، وهي مملوكة للقطاع الخاص، ويقع مقرها في برج ترمب في وسط مانهاتن أشهر أحياء مدينة نيويورك. تضم المنظمة العديد من المشاريع التجارية والاستثمارية لدونالد ترمب فهو رئيس الشركة ومديرها التنفيذي، بالإضافة إلى أبنائه الثلاثة وهم دونالد ترمب الإبن، وإيفانكا ترمب، وإريك ترمب الذي يشغل منصب نائب الرئيس التنفيذي.

## صفقات واستثمارات
- في 6 مارس 2024 تم تحالف منظمة ترمب مع شركة دار جلوبال" (Dar Global) السعودية لتأسيس فلل بكلفة 200 مليون دولار تحمل اسم ترمب ضمن مشروع عايدة في العاصمة مسقط حيث سيوفر إطلالات على خليج عُمان، وسيقع داخل نادي ترمب الدولي للغولف.[4]

## هاتف ترامب
أطلقت منظمة ترامب هاتفًا بإسم المنظمة (هاتف ترامب T1) في شهر يونيو 2025، وكان ذلك ضمن جهود الرئيس الأمريكي الحالي دونالد ترامب لتعزيز الصناعة المحلية، قد أثار بعض القضايا الخاصة بإستخدام إسم ترامب للفائدة الشخصية لدونالد ترامب.

## انظر ايضاً
- احتجاجات ضد دونالد ترمب